# Bibliothèque des livres rares et des collections spéciales de l'Université McGill
 (novembre 2019).
La Bibliothèque des livres rares et des collections spéciales (Rare Books and Special Collections) est une unité de la bibliothèque de l'Université McGill. Située au quatrième étage de la Bibliothèque McLennan, elle abrite une grande partie des collections de livres rares de l'Université McGill, ainsi que des collections sur l'histoire du livre, des cartes, manuscrits et estampes. Elle contient également plus de 100 fonds d'archives, sur des sujets divers, comme le développement du commerce au Canada à travers des agents de la Compagnie de la Baie d'Hudson,, le 148è bataillon canadien (en) pendant la Première Guerre mondiale ou l'établissement de la Colonie de la Rivière Rouge par le comte de Selkirk. La collection comprend également les fonds d'archives de personnalités du XIXe siècle, canadiennes ou non, comme Palmer Cox ou Rudyard Kipling.
Les collections de cette unité donnent lieu à des expositions virtuelles ou physiques dans ses locaux, situés au 4ème étage dans la bibliothèque McLennan.